# Huintil
La localidad de Huintil se ubica a 20 km al este de la ciudad de Illapel, Región de Coquimbo, Chile. 

## Características
Es un poblado de no más de 300 personas caracterizado por la alta presencia de organizaciones de base y un alto grado de asociatividad de sus habitantes. Cuenta con la Iglesia Parroquial "Nuestro Señor Jesucristo Crucificado", creada oficialmente en 1974, sin embargo, tiene una antigua data como capilla. El actual templo fue mandado a construir por don Manuel José Irarrázabal. 

## Historia
Hasta la década del '70 fue el centro de la Hacienda Illapel, una de las más grandes de Chile y que funcionó desde la conquista hasta los años '70. Antiguamente, Huintil se ubicada unos 3 km más al este de la actual ubicación, sin embargo, cuando viene la reforma agraria y el fundo se transforma en la actual "Sociedad de Parceleros de Huintil", se ubica en el sector actual. 
Aun quedan vestigios de la antigua Hacienda. Existen aún enormes bodegas donde se guardaban las cosechas y se procesaban algunos productos. Además, se guardaba la maquinaria tecnológica para utilizarla en la agricultura. También está el edificio de la administración, contiguo a las bodegas, que hoy se utiliza como oficina telefónica, sede de la "Sociedad de Parceleros de Huintil" y sede del Comité de Agua Potable Rural. A un costado de estas instalaciones se encuentra la sede de la Junta de Vecinos y, frente a estas, la sede del Baile Chino Promeseros de Huintil.
También está la Casa Patronal, una gran casona de varios dormitorios y un gran parque como "patio" donde la Familia Irarrázaval, antigua dueña de esta Hacienda, vivían durante los veranos y sus épocas de vacaciones. También está la escuela, denominada "Manuel José Irarrázaval". Esta escuela multigrado, actualmente está ubicada al lado de la Parroquia y atiende a niños de 1º a 8º básico, curso en el cual los niños tiene que emigrar a la ciudad de Illapel a terminar sus estudios secundarios. 
Por último, desde el año 1994, la Parroquia funda la "Radio Comunitaria Huintil", medio de comunicación entre las instituciones y las personas del valle del río Illapel. Desde esa fecha, ininterrumpidamente, ha emitido su señal que cubre la zona entre Cárcamo y Santa Virginia.